# عصر شگفتی‌ها: سقوط سیاره
عصر شگفتی‌ها: سقوط سیاره (به انگلیسی: Age of Wonders: Planetfall) یک بازی ویدئویی اکس۴ استراتژی نوبتی است که به دست تریومف استودیو ساخته و به دست پارادوکس اینتراکتیو منتشر شده‌است. این بازی برای ویندوز، پلی‌استیشن ۴ و ایکس باکس وان در اوت ۲۰۱۹ منتشر شده‌است.